# Born Innocent
Born Innocent es el cuarto álbum de estudio de la banda de heavy metal Alcatrazz, próximo a publicarse el 31 de julio de 2020. Representa el primer disco de estudio de la banda en 34 años. La banda ahora cuenta con Joe Stump como guitarrista y Mark Benquechea en batería, conservando los miembros originales Graham Bonnet en voz, Jimmy Waldo en teclados y Gary Shea en bajo. 

## Detalles
Luego de determinado éxito en su banda solista Graham Bonnet Band, quien ya estaba trabajando con Jimmy Waldo y habían logrado un sonido muy cercano a Alcatrazz, deciden revivir nuevamente el proyecto Alcatrazz luego de una breve reunión en 2017. Se decidieron grabar un nuevo disco, que mantuviera la esencia de Alcatrazz, para este proyecto decidieron invitar a músicos de alto nivel, muchos de ellos que habían trabajado con Bonnet anteriormente. El primero en sumarse fue Steve Vai guitarrista del segundo disco de Alcatrazz quien se ofreció a componer una canción para el disco. Luego se sumaron Chris Impellitteri, Dario Mollo, Nozumu Wakai y Bob Kulick entre otros. Durante la grabación Gary Shea bajista original de la banda se suma de manera permanente al grupo. El primer sencillo fue "Polar Bear" publicado el 1 de mayo de 2020. El tema tuvo buena acogida en los seguidores de la banda. 

## Canciones
1. Born Innocent -  (Bonnet, Impellitteri)
2. Polar Bear   -   (Bonnet)
3. Finn McCool  -   (Bonnet, Wakai)
4. We Still Remember - (Bonnet, Mollo)
5. London 1666    - (Lavery, Stump)
6. Dirty Like the City  - (Bonnet, Vai)
7. I Am the King  - (Bonnet, Kulick)
8. Something That I Am Missing -  (Bonnet, Mollo)
9. Paper Flags      -  (Bonnet, Waldo)
10. The Wound Is Open - (Bonnet, Kulick)
11. Body Beautiful   -  (Bonnet, Stump)
12. Warth Lane     -    (Bonnet, Mollo)
13. For Tony       -    (Bonnet)

## Personal

#### Banda
- Graham Bonnet - Voz / Letras
- Joe Stump - Guitarras
- Gary Shea - Bajo
- Jimmy Waldo - Teclados / Productor
- Mark Benquechea - Batería

#### Otros
- Giles Lavery - Productor
- Andy Haller - Mezcla / Masterización
- Steve Vai - Composición (en "Dirty Like The City")
- Chris Impellitteri - Composición y Guitarras (en "Born Innocent")
- Dario Mollo - Composición / Guitarras (en "Something That I Am Missing" y "Warth Lane")
- Nozumu Wakai - Guitarras (en "Finn McCool")
- Jeff Waters - Guitarras (segundo solo en "Paper Flags")
- Bob Kulick - Composición / Guitarras (en "I'm The King)
- D. Kendall Jones - Composición / Guitarras (en "We Still Remember")
- Don Van Stavern - Bajo (en "Polar Bear", " Finn McCool", "Dirty Like The City" y "Paper Flags")